# 奥桑-蒙策尔
奥桑-蒙策尔是德国莱茵兰-普法尔茨州的一个市镇。总面积16.58平方公里，总人口1630人，其中男性832人，女性798人（2011年12月31日），人口密度98人/平方公里。